# Iñaki Lejarreta

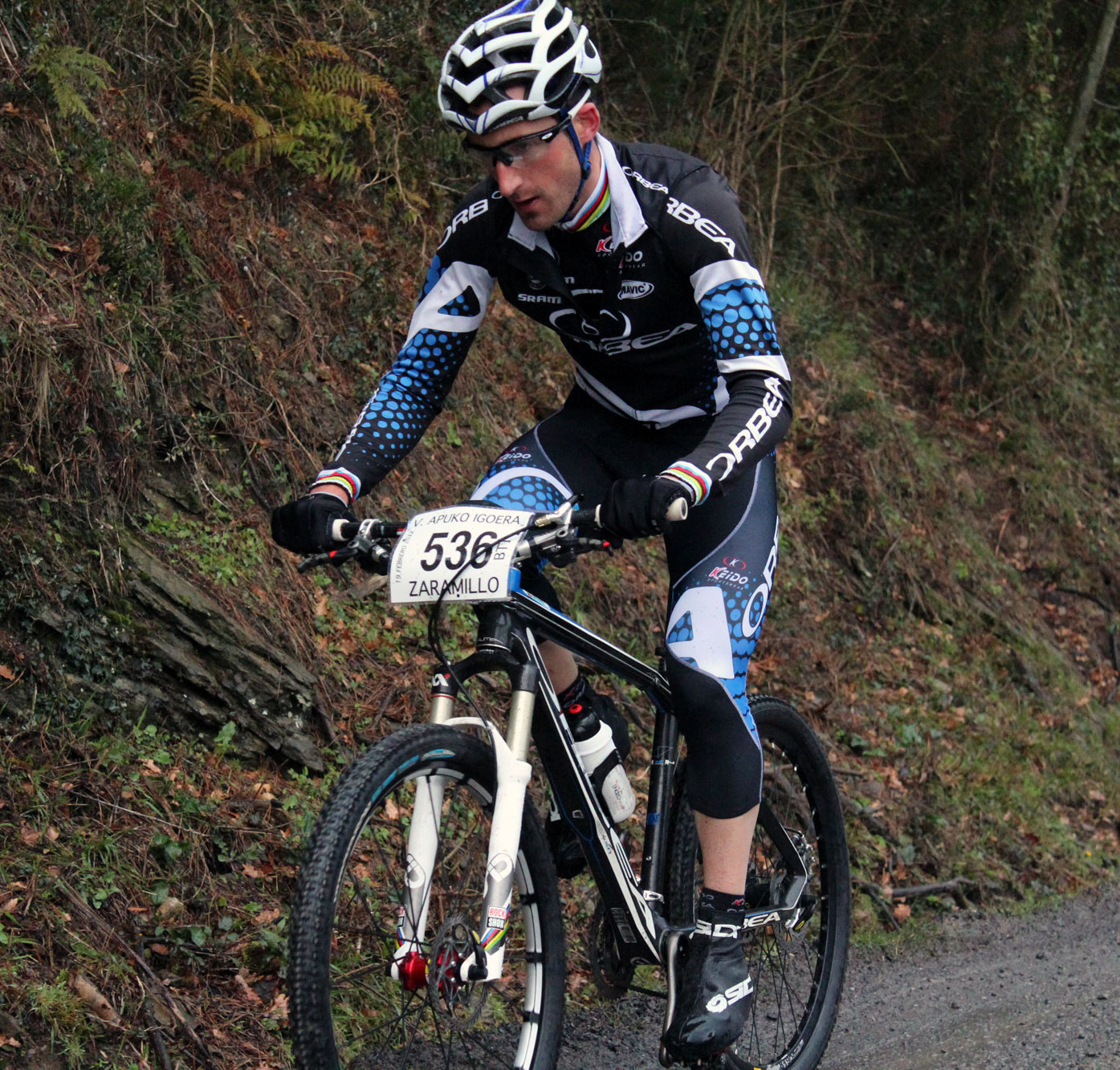
Iñaki Lejarreta

Iñaki Lejarreta Errasti (* 1. September 1983 in Bérriz, Bizkaia; † 16. Dezember 2012 in der Nähe von Durango, Bizkaia) war ein spanischer Mountainbikefahrer.
Lejarreta, ein Sohn des Radrennfahrers Ismail Lejarreta und Neffe von Marino Lejarreta, belegte bei der Junioren-Weltmeisterschaft den zweiten Platz im Einzelwettbewerb und errang mit der Staffel den ersten Platz. 2001 übertraf er seinen Einzelerfolg aus dem Vorjahr und wurde Junioren-Weltmeister. 2007 gewann er die spanische Meisterschaft im Mountainbiking, 2008 gehörte er der spanischen Delegation bei den Olympischen Sommerspielen in Peking an und belegte Rang acht im Mountainbike-Rennen. 2011 wurde er spanischer Vizemeister.
Bei einer Trainingsfahrt am 16. Dezember 2012 wurde Lejarreta nahe seinem Wohnort Durango von einem PKW angefahren und starb noch an der Unfallstelle.